# 東串良町立東串良中学校
東串良町立東串良中学校（ひがしくしらちょうりつひがしくしらちゅうがっこう）は、鹿児島県肝属郡東串良町の町立中学校である。

## 校区
- 東串良町 全体

## 概要
- 現在の生徒数は、161名で、各学年2学級である。（2016年〈平成28年〉2月29日現在）